# Neudorf (Gemeinde Ilztal)
Neudorf ist eine Ortschaft und eine Katastralgemeinde der Gemeinde Ilztal in der Steiermark.
Der Ort liegt inmitten des Ilztales in der Nähe der Wechsel Straße, die südlich am Ort vorbeiführt. Die Ortschaft umfasst neben Neudorf auch Neudorfberg und Neudorferben und zählt 423 Einwohner (Stand: 1. Jänner 2024).